# Prisopus ariadne
Prisopus ariadne is een insect uit de orde Phasmatodea en de familie Prisopodidae. De wetenschappelijke naam van deze soort is voor het eerst geldig gepubliceerd in 1923 door Hebard.